# Meriserica chilkensis
Meriserica chilkensis är en skalbaggsart som beskrevs av Gilbert John Arrow 1923. Meriserica chilkensis ingår i släktet Meriserica och familjen Melolonthidae. Inga underarter finns listade i Catalogue of Life.